# Babilon
Babilonul (din semiticul Bab ilani - Poarta Zeilor) este unul dintre cele mai importante orașe ale lumii antice, capitala Imperiului Babilonian. Important centru economic, politic și cultural în mileniile II-I î.Hr. Capitală a statului cu același nume, a cunoscut perioada de înflorire sub conducerea lui Hammurabi și sub a lui Nabucodonosor al II-lea.

## Istoria Babilonului

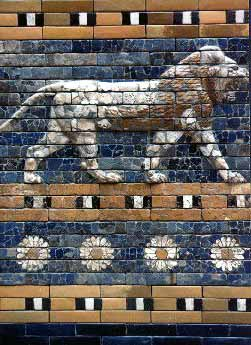
Pe zidul porții lui Iștar se află leul - simbolul regalității babilionene

Babilonul a luat ființă în a II-a jumătate a mileniului III î.Hr. pe malul Eufratului, în Mesopotamia centrală. Profitând de o poziție geografică favorabilă, la intersecția unor importante drumuri comerciale, va cunoaște sub prima dinastie amorită (1894 î.Hr.-1595 î.Hr.) o ascensiune politică. Babilonul a dominat Mesopotamia întreagă în cursul domniei regelui Hammurabi (1792 î.Hr.-1750 î.Hr. sau 1730 î.Hr.-1685 î.Hr.) și după prăbușirea statului asirian, în epoca lui Nabucodonosor al II-lea (604 î.Hr.-562 î.Hr.). În epoca domniei lui Hammurabi, rege al Babilonului, s-a elaborat o culegere de legi, păstrată într-o lungă inscripție redactată cu litere cuneiforme și cunoscută ca și Codul lui Hammurabi. Scrierea este alcătuită din 3 părți: un prolog, o grupare de 280 de articole și un epilog. Codul lui Hammurabi a fost descoperit de arheologul J. de Morgan, în apropierea localității Susa, în 1902.

### Războiul dintre Asiria și Babilon
Războiul dintre Asiria și Babilon a condus la rivalitatea dominării Mesopotamiei. În cele din urmă, în anul 729 î.Hr., Babilonul este cucerit de asirieni și distrus în 689 î.Hr. După prăbușirea Imperiului asirian, Babilonul este reconstruit.

## Noul imperiu babilonian

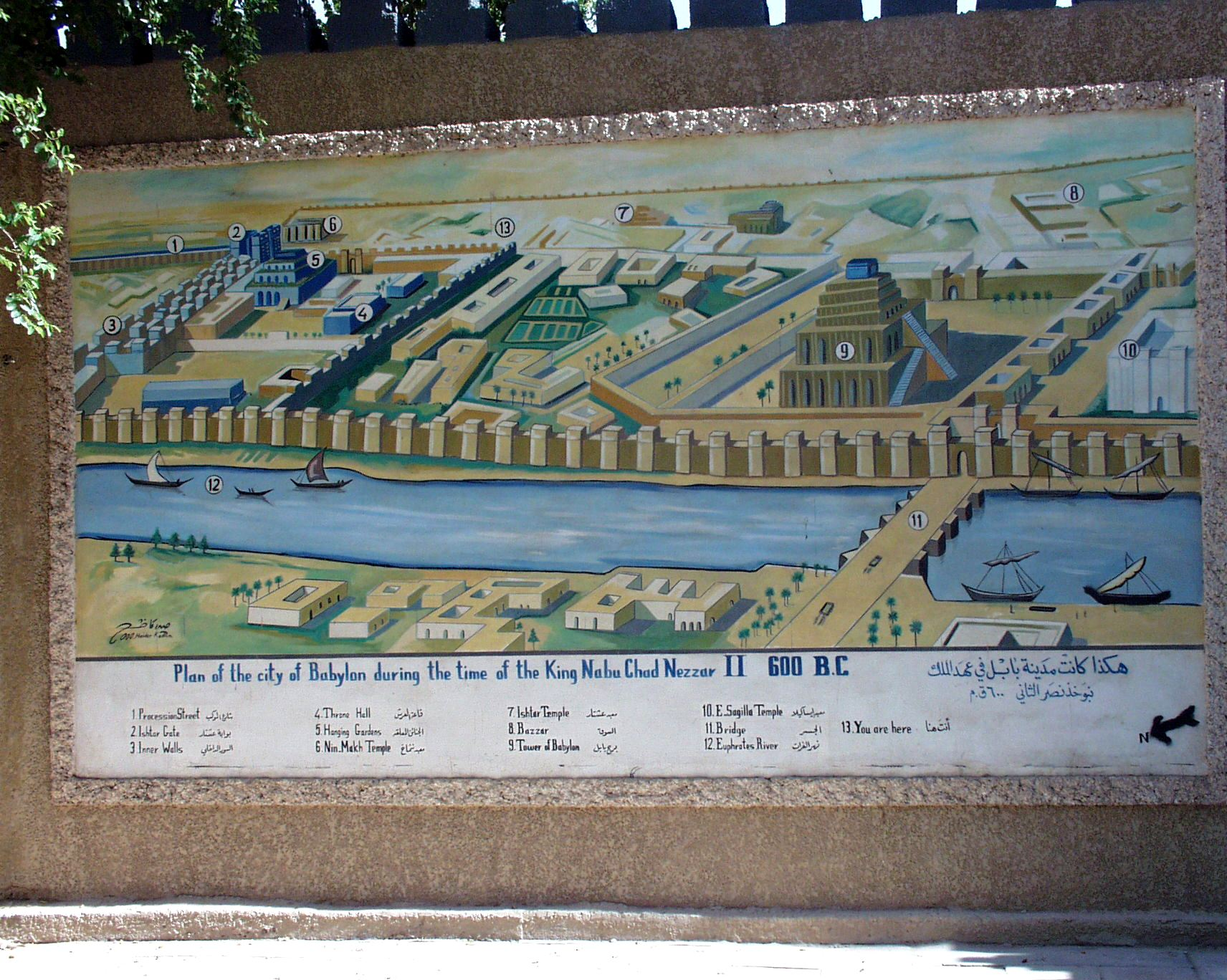
Reconstituirea Babilonului

Un nou rege chaldean a fost încoronat ca rege al Babilonului; acesta se numea Nabucodonosor al II-lea care a renăscut Babilonul. A reconstruit Regatul Babilon, devenind un mare imperiu prin cuceririle teritoriale: Asiria, Siria, Fenicia și Iudeea.

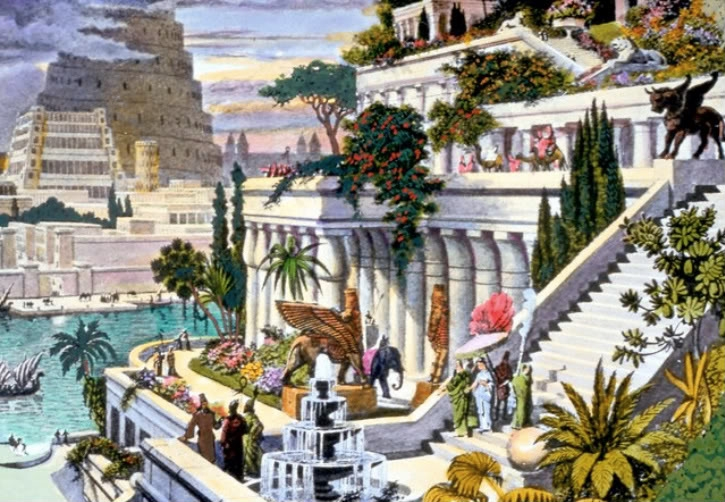
Grădinile suspendate

În anul 587 î.Hr, Nabucodonosor al II-lea a reprimat revolta iudeilor conduși de Zedechia, a dărâmat Ierusalimul, iar pe locuitori i-a dus în așa-numita "robie"; însă dominația Babilonului a durat numai o jumătate de secol: "Au dărâmat zidurile Ierusalimului, au pus foc tuturor caselor lui și au nimicit toate lucrurile scumpe. Pe cei care au scăpat de sabie, Nebucadnețar i-a dus prinși la Babilon. Ei au fost supuși, lui și fiilor lui, până la stăpânirea împărăției Perșilor" (II Cronici XXXVI, 19-20).

### Cucerirea Babilonului de către perși
Nabonid a fost detronat de către Cirus al II-lea cel Mare, care a ocupat Babilonul. Nabonid a fost capturat iar viața sa a fost cruțată, dar nu se cunoaște nimic despre soarta lui Belșațar, fiul acestuia.
Darius cel Mare (Darius I Hystaspes), c. 550–486 î.Hr., cunoscut de istorie a fost al treilea împărat persan, o figură importantă pentru evreii de la începutul perioadei persane datorită rolului lui în reclădirea Templul lui Solomon de la Ierusalim. La începutul carierei sale Darius a trebuit să (re)cucerească Babilonul pentru a înlătura un uzurpator, înainte de a extinde imperiul și a-l împărți pe satrapii.

### Elenismul
După decăderea Imperiului Persan, Alexandru cel Mare a cucerit Babilonul. Acesta a devenit capitala imperiului său și locul unde a murit.

### Descriere

Turnul Babel

Nabucodonosor al II-lea a făcut Babilonul unul dintre cele mai bogate orașe din lume. Principala intrare în oraș era poarta zeiței Iștar, acoperită cu ceramică smălțuită de culoare albastră. Urmează Grădinile suspendate ale Semiramidei, pline cu arbori și plante din Persia, apoi Turnul Babel, înalt de 91 m.

### Babilonul în Biblie
În cartea „Facerii”, după potop, oamenii ar fi construit un turn și o cetate numită Babilon. Turnul a primit numele de Babel (confuzie). Aceasta fiindcă Dumnezeu ar fi amestecat limbile oamenilor și astfel aceștia s-au răspândit în lume. Tot în Biblie scrie și despre faptul că babilonienii i-au cucerit pe evrei pe vremea profetului Daniel. Cercetătorii moderni sunt de acord că Daniel este un personaj al unei legende, fiind posibil ca numele său să fi fost ales pentru eroul cărții tocmai din cauza reputației sale de văzător înțelept din tradiția ebraică. Consensul lor este că Daniel nu a existat niciodată. Autorul Cărții lui Daniel, atent la anumite profeții că mezii vor distruge Babilonul (Ieremia 51:11,28 și Isaia 13:17) a avut nevoie de un rege med pentru a-și completa schema celor patru împărății (vezi povestea visului lui Nabucodonosor din Daniel capitolul 2), pare să-l fi preluat pe Darius cel istoric, proiectându-l asupra unui trecut ficțional. Cuceritorul Babilonului este numit în Biblie Darius Medul, dar în istorie nu este cunoscut un astfel de individ, iar invadatorii nu erau mezi, ci perși. În realitate Belșațar, despre care Biblia pretinde că ar fi fost rege, nu a fost rege. Belșațar nu a fost niciodată pe deplin rege și și-a reluat sau reconfirmat locul de prinț subordonat regelui Nabonid la revenirea acestuia în Babilon.
Cartea lui Daniel a fost scrisă circa 165 î.Hr. Eugene Ulrich⁠(en)[traduceți], editor-șef al manuscriselor biblice de la Marea Moartă, datează cartea între 168 și 164 î.Hr., deși ea conține și texte care datează din perioada persană.
John J. Collins⁠(en)[traduceți] datează Cartea lui Daniel la circa 164 î.Hr. și remarcă faptul că probabil nu a fost inclusă printre cărțile profetice din Biblia ebraică deoarece canonul lor era deja finalizat la vremea scrierii ei.

### Babilonul de azi
În prezent, se află capitala Irakului-Bagdad. Din cauza războiului si dictaturii lui Saddam Hussein, multe edificii au fost luate de alte țări, iar altele urmează sa fie reconstruite.
Mii de oameni locuiesc în Babilon, iar comunitățile din și din jurul acestuia se dezvoltă rapid de la așezări compacte și dense la suburbii întinse.

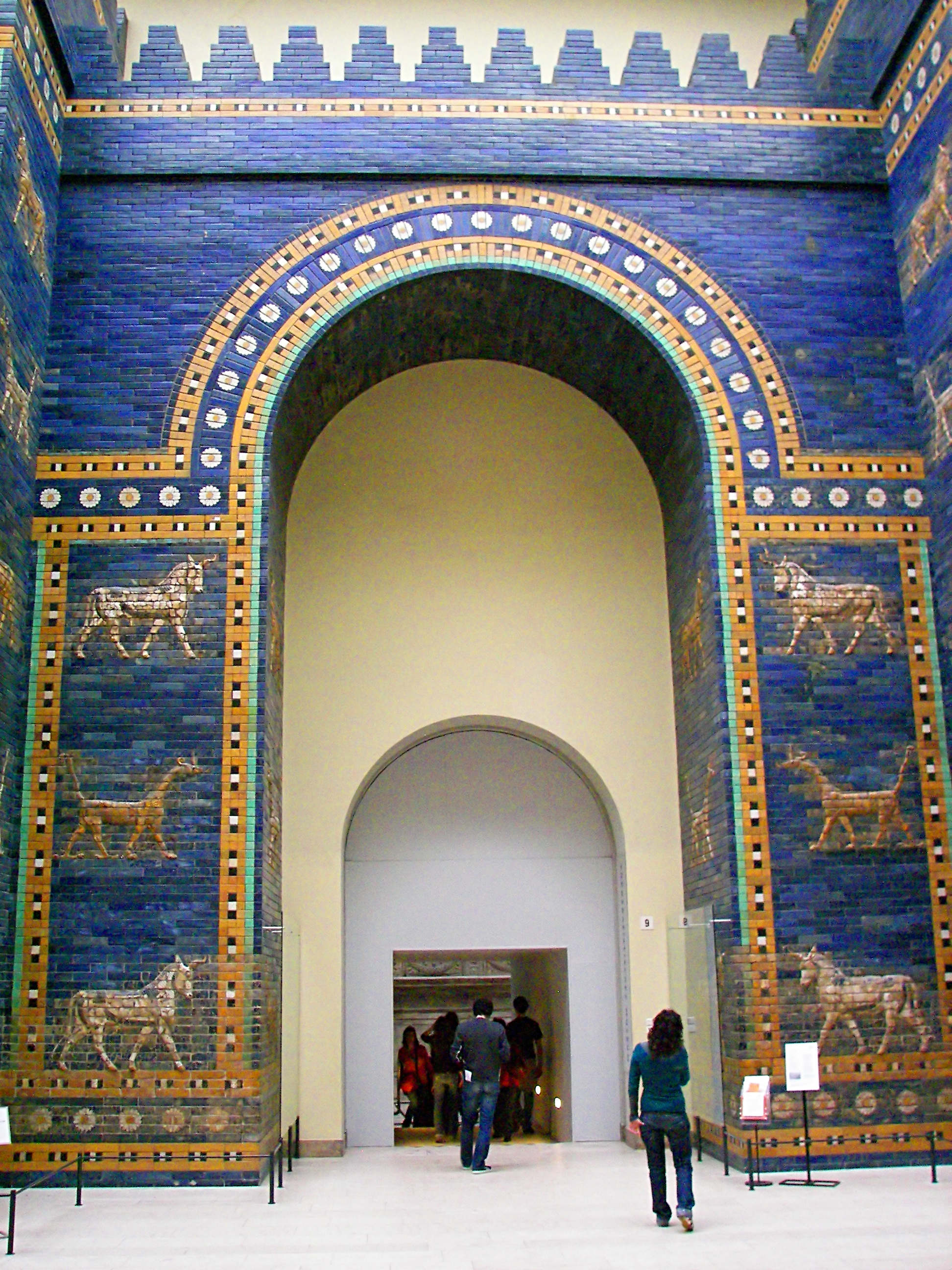
Poarta lui Iștar